# Rapid Stain Identification Series
Rapid Stain Identification Series (RSID) ist eine Gruppe von Schnelltests zum Nachweis von menschlichen Körperflüssigkeiten.
Schon geringe Mengen von Speichel, Blut, Urin oder Sperma können in der Kriminaltechnik eindeutig dem Menschen zugeordnet werden.
Kreuzreaktionen mit tierischen oder anderen Spuren gibt es nicht, d. h. dies ist der erste Test, der bei allen beschriebenen Flüssigkeiten nicht auf tierisches Material reagiert.
Entwickelt wurde der Schnelltest in den Vereinigten Staaten und Deutschland für das FBI und das CSI. In Deutschland wird es hauptsächlich von den Kriminalämtern und Ermittlungsbehörden zum Vortest für weitere Laboranalysen eingesetzt. Damit lässt sich die Menge an negativen DNA-Tests im Labor reduzieren, da bereits im Vorfeld nicht menschliche DNA ausgeschlossen werden kann.